# Кокса (приток Енисея)
Кокса — река предгорий Батенёвского кряжа и северной части Южно-Минусинской котловины, протекает по территории Боградского района Хакасии.
Длина реки — 59 км, площадь водосбора — 790 км². Впадает в Красноярское водохранилище узким заливом в 12,5 км южнее села Абакано-Перевоз. Берёт начало из родника на юго-восточном склоне Косинского хребта. Абсолютная высота истока — 703 м, устья — 254 м.
Имеет 6 притоков, большей частью берущих начало из родников. Наиболее крупные — ручей Волчий Лог (длина — 15 км), река Харасуг (13 км). Горностепная. Водный режим характеризуется весенним половодьем, летне-осенней и зимней меженью, летне-осенними дождевыми паводками. Зимой река перемерзает. Средний годовой сток составляет 17,5 млн м³. Водные ресурсы используются для орошения и сельскохозяйственного водопотребления. Годовое водопотребление — 1,2 млн м³ (около 7 % годового стока).

## Притоки
(указано расстояние от устья)
- 13 км: Волчий Лог (Харасуг) (лв)
- 29 км: Харасуг (пр)
- Толчея (пр)

## Данные водного реестра
По данным государственного водного реестра России относится к Енисейскому бассейновому округу. Речной бассейн реки — Енисей, речной подбассейн реки — Енисей между слиянием Большого и Малого Енисея и впадением Ангары, водохозяйственный участок реки — Енисей от впадения реки Абакан до Красноярского гидроузла.